# Нейдхардт фон Гнейзенау, Август
Граф Август Вильгельм Антониус Нейдхардт фон Гне́йзенау (27 октября 1760 — 23 августа 1831) — прусский военачальник (генерал-фельдмаршал) эпохи наполеоновских войн.

## Биография
Из австрийского дворянского рода Нейдхардтов, владевших замком Гнейзенау на северном Дунае; сын лейтенанта артиллерии. Образование получил в иезуитской школе в Вюрцбурге и Эрфуртском университете. В 1778 поступил кадетом в австрийский гусарский полк Вурмзера, в 1780 году перешёл в войска маркграфа Карла Александра Ансбах-Байрейтского. В 1782 году под фамилией «Гнейзенау» произведен в унтер-лейтенанты и переведен в егерский батальон. Участвовал в экспедиции в Северную Америку. 1 января 1786 года принят на службу в прусскую армию премьер-лейтенантом.
18 февраля 1786 года королевским указом ему разрешено именоваться «Нейдгардт фон Гнейзенау». С 1786 года служил в фузилерном батальоне в Лебенберге, в 1790 году произведен в штабс-капитаны. С осени 1793 года — командир батальона в Польше. 17 ноября 1795 года произведен в капитаны.
Автор большого числа военно-теоретических и военно-топографических работ. Отличился в кампанию 1806; в сражениях при Заальфельде и Йене командовал батальоном. В конце ноября за отличия произведен в майоры.
В апреле 1807 года назначен комендантом крепости Кольберг. Сумел сохранить крепость для Пруссии. После войны был произведен в подполковники и в сентябре 1807 назначен шефом инженерного корпуса. Принимал активнейшее участие в реорганизации прусской армии. В 1809 году произведен в полковники.
1 июля 1809 года за открыто высказываемые антифранцузские настроения, был по требованию Франции уволен в отставку. Покинув Пруссию, Гнейзенау посетил Великобританию, Швецию, Россию. В начале 1813 года покинул Англию и в марте прибыл в Бреслау, где был произведен в генерал-майоры и назначен генерал-квартирмейстером Силезской армии фельдмаршала Г. Блюхера.
После смерти генерала Г. Шарнхорста (28 июня 1813 года) — начальник штаба Блюхера. В огромной степени именно Гнейзенау принадлежит слава успехов прусской армии — особенно при Кацбахе и Лейпциге. За отличия в «Битве народов» произведен в генерал-лейтенанты. После сражения при Лаоне, пока Блюхер отсутствовал, в течение 14 дней возглавлял прусскую армию. 31 марта 1814 года награждён орденом Pour le Mérite с дубовыми ветвями.
В кампанию 1815 года вновь занимал пост начальника штаба армии Блюхера. После поражения при Линьи в связи с отсутствием раненого Блюхера принял командование армией и своим планом манёвров фактически обеспечил в будущем победу (хотя и исходил совершенно из других посылок, постоянно настаивая на том, чтобы не оказывать помощи Веллингтону, к которому относился крайне плохо). После победы при Ватерлоо получил Орден Черного Орла и чин генерала инфантерии.
После окончания войны назначен командиром 8-го прусского корпуса, а в 1818 году губернатором Берлина, членом Государственного совета и председателем военного и иностранного департаментов.
26 мая 1829 года был награждён орденом Св. Андрея Первозванного.
С января 1831 года командир корпуса. Во время восстания в Польше в марте 1831 года поставлен во главе обсервационной армии из 4 корпусов, выдвинутой к русской границе. Умер от холеры.

## Награды
Королевства Пруссия:
- Орден «Pour le Mérite» (17 августа 1807)[3]; дубовые листья (31 марта 1814)[4]
- Железный крест 1-го класса и 2-го класса на чёрной ленте (1813)[5]
- Орден Красного орла 1-го класса
- Орден Чёрного орла (28 июня 1815)[6]
- Крест за выслугу лет[нем.] (25 лет выслуги) (1825)

Российской империи:
- Орден Святой Анны 1-й степени (20 мая 1813)[7]
- Орден Святого Георгия 3-го класса (№ 317, 25 августа 1813)[8]
- Орден Святого Александра Невского (8 октября 1813); алмазные украшения (2 апреля 1817)[9]
- Орден Святого Владимира 2-й степени (10 декабря 1813)[10]
- Золотое оружие с надписью «За храбрость» с алмазными украшениями (3 августа 1814)[11]
- Орден Святого апостола Андрея Первозванного (26 мая 1829)[12]

Прочие:
- Военный орден Максимилиана Иосифа, большой крест (королевство Бавария)
- Королевский Гвельфский орден, большой крест (1827, королевство Ганновер)[13]
- Военный орден Марии Терезии, командорский крест (Австрийская империя)
- Австрийский императорский орден Леопольда, командорский крест (Австрийская империя)
- Военный орден Вильгельма, большой крест (королевство Нидерланды)

## Память
Именем Гнейзенау были названы:
- броненосный крейсер германского Флота Открытого моря.
- линейный корабль Кригсмарине.
- форт № 4 в Кёнигсберге.
- улица в Кёнигсберге (Гнейзенауштрассе; ныне — улица Банковская г. Калининграда).
- улица в Гамбурге (Гнейзенауштрассе)
- скульптурный портрет-медальон Гнейзенау размещён на Росгартенских воротах в Кёнигсберге.

## В кинематографе
- Фридрих Улмер[нем.] —  «Ватерлоо[нем.]» (Германия, 1929)
- Хорст Каспар[нем.] —  («Кольберг», Германия, 1945).
- Харий Лиепиньш — актёр («Ватерлоо», Италия—СССР, 1970).